# Stadion U Cihelny
Stadion U Cihelny – stadion piłkarski w Ratíškovicach, w Czechach. Może pomieścić 4500 widzów. Swoje spotkania rozgrywają na nim piłkarze klubu FK Baník Ratíškovice, który w latach 60. XX wieku występował w II lidze czechosłowackiej, a na przełomie XX i XXI wieku w II lidze czeskiej. W 1999 roku obiekt był jedną z aren Mistrzostw Europy U-16. W ramach tego turnieju rozegrano na nim jedno spotkanie fazy grupowej oraz jeden mecz ćwierćfinałowy.